# Roknia
Roknia (în arabă الركنية) este o comună din provincia Guelma, Algeria.
Populația comunei este de 9.752 de locuitori (2008).